# Ernst Bolbrinker
Ernst Bolbrinker (* 23. Oktober 1898 in Graz; † 2. Juli 1962 in Bielefeld) war ein österreichischer Bergingenieur und deutscher Generalmajor im Zweiten Weltkrieg.

## Leben
Bolbrinker besuchte Schulen in Braunschweig, Wien und Graz.

### Kriegsfreiwilliger
Nach der Matura trat er während des Ersten Weltkriegs am 1. Juni 1916 als Freiwilliger in das Westfälische Jäger-Bataillon Nr. 7 der Preußischen Armee ein. Am 22. November 1916 folgte seine Versetzung in das 5. Lothringische Infanterie-Regiment Nr. 144 sowie seine Ernennung zum Fahnenjunker am 18. Januar 1917. Als Leutnant (seit 30. September 1917) fungierte er dann kurzzeitig vom 1. bis 20. Februar 1918 als Zugführer im Sturm-Bataillon Nr. 15 an der Westfront, ehe Bolbrinker in gleicher Funktion in das Infanterie-Regiment Nr. 144 zurückkehrte. Für seine Leistungen erhielt er beide Klassen des Eisernen Kreuzes. Am 26. September 1918 geriet er in der Champagne in französische Kriegsgefangenschaft, aus der er am 20. Februar 1920 entlassen wurde. Im Februar/März 1920 war er beim Freikorps Lichtschlag im Ruhrgebiet und wurde am 31. März 1920 aus dem aktiven Dienst entlassen.

### Ziviles Zwischenspiel
Von Mai bis September 1920 arbeitete er bei den Titaniawerken in Wels. Er studierte an der Montanuniversität Leoben und wurde 1921 Mitglied des Corps Schacht. Im November 1925 verließ er die Hochschule als Diplom-Ingenieur und arbeitete bis März 1926 beim Braunkohlentiefbau Seegraben der ÖAMG. Von März bis Dezember 1926 war er als Tayloringenieur beim Braunkohlentief- und Tagbau in Köflach und von Januar bis Juli 1927 Steiger beim Braunkohlentiefbau Fohnsdorf im Wodzicki-Schacht. Im Juli 1927 wechselte er als Bergassistent zurück nach Köflach.
1923 wurde Bolbrinker SA-Landesführer Steiermark und wechselte 1925 zum Steirischen Heimatschutz in die Führung Pfrimer. Seit November 1931 war er als Bergassistent beim Braunkohlentiefbau Seegraben im Wartinbeg-Schacht tätig; am 2. August 1934 wurde er entlassen, weil er sich gegen den Ständestaat stellte. Im März 1932 kehrte er zur SA zurück und übernahm die Führung der SA-Standarte Leoben. Wegen der dortigen Kämpfe Ende Juli 1934 floh er nach Deutschland und arbeitete als Bergwerksingenieur in Essen.

### Wehrmacht
Am 21. April 1936 wurde er zum Eignungskursus beim III. Bataillon des Infanterie-Regiments 37 in Osnabrück einberufen und als Oberleutnant der Reserve am 1. August 1936 zur Probedienstleistung beim Panzer-Regiment 1 kommandiert. Mit der Beförderung zum Hauptmann wurde Bolbrinker am 1. Februar 1937 in das aktive Dienstverhältnis übernommen und kurz darauf am 10. März zum Stab der II. Abteilung versetzt. Ab 12. Oktober 1937 fungierte er dann als Kompaniechef und absolvierte im November 1937 einen Schießlehrgang in Putlos. Im April/Mai 1938 nahm Bolbrinker an einen taktischen Lehrgang für Kommandeure und Kompaniechefs in Wünsdorf und Putlos teil.
Nach dem Beginn des Zweiten Weltkriegs und seiner Teilnahme am Überfall auf Polen wurde Bolbrinker am 1. November 1939 Kommandant des Hauptquartiers des XVI. Armeekorps und als solcher am 1. April 1940 Major. Mit diesem zog er in den Westfeldzug. Nach Beendigung der Kampfhandlungen wurde er Kommandeur der I. Abteilung des Panzer-Regiments 5. Im Februar 1941 mit der 5. leichten Division nach Afrika verlegt, sollte Bolbrinker im April 1941 mit den Resten seiner Abteilung das von britisch-indischen Truppen verteidigte Wüstenfort El Mechili angreifen. Bei ihrem Ausbruchsversuch griff Bolbrinker mit seinen sieben Panzern das Fort an und nahm es trotz stärkster Gegenwehr. Damit hatte Bolbrinker den Schlüsselpunkt der englischen Verteidigung in Richtung Tobruk in der ostwärtigen Cyrenaika in deutsche Hand gebracht.
Ende März 1941 bewährte sich Bolbrinker beim Panzerkampf um Agedabia und danach beim Einbruch in die Befestigungen bei Tobruk. Für den Erfolg bei El Mechili wurde er vom Regimentskommandeur Oberst Friedrich Olbricht zum Ritterkreuz des Eisernen Kreuzes vorgeschlagen, das ihm am 15. Mai 1941 verliehen wurde. Am nächsten Tag verwundet, konnte Bolbrinker bei der Truppe verbleiben und übernahm die Führung des Panzer-Regiments 5. Am 16. Juni 1941 bei Sidi Omar erneut verwundet, wurde er am 20. Juni 1941 für die Kämpfe an der Sollum-Front im Wehrmachtbericht erwähnt und kurz darauf in die Führerreserve des OKH versetzt.
Zum 20. Januar 1942 in den Sonderstab Tropen kommandiert, wurde er im Sommer 1942 als Gruppenleiter der Amtsgruppe Kraftfahrwesen beim Chef der Heeresrüstung und Befehlshaber des Ersatzheeres kommandiert. Dort wurde er am 18. Februar 1943 zunächst mit der Wahrnehmung der Geschäfte als Chef des Stabes der Inspektion der Panzertruppen (In 6) im OKH beauftragt, am 1. Mai 1943 zum Oberst befördert und schließlich am 10. Mai zum Chef ernannt. In dieser Stellung erfolgte am 1. Juli 1944 seine Beförderung zum Generalmajor. Als solcher geriet er mit der bedingungslosen Kapitulation der Wehrmacht in Kriegsgefangenschaft, aus der er 1947 entlassen wurde, nachdem er eine Studie über die Rolle des Panzer-Regiments 5 verfasst hatte.